# 長野県道502号奥志賀公園栄線
長野県道502号奥志賀公園栄線（ながのけんどう502ごう おくしがこうえんさかえせん）は、長野県下高井郡山ノ内町から下水内郡栄村に至る一般県道である。別名、奥志賀林道ともよばれる。

## 概要
志賀高原最奥部から山間部をたどり、野沢温泉村を経て、栄村の千曲川流域に至る北信地域の山岳道路で、延長は約60キロメートル (km) ほどある長距離路線。かつては接続する長野県道471号奥志賀公園線との総称で「奥志賀スーパー林道」と呼ばれた舗装林道で、有料道路であった。

### 路線データ
- 起点：下高井郡山ノ内町夜間瀬 奥志賀高原（長野県道471号奥志賀公園線終点）
- 終点：下水内郡栄村箕作（長野県道408号箕作飯山線接続）

## 路線状況
1.5車線から2車線の全面舗装の道路で、場所によりセンターラインのないほど狭隘な区間もあるが、交通量は少ない。ルートの大半は1車線から1.5車線と狭く、長距離に渡って蛇行しながら林道の様な道が続いていくが、路面状況は悪くはない。豪雪地域のため、11月下旬から5月中旬頃まで1年の半分以上の期間は冬季閉鎖される。

## 地理
樹林帯を貫く区間が中心で、全体的にブナなど広葉樹の深い森の中を通っており、春の新緑や秋の紅葉が美しいところで知られる。南端の志賀高原側は、雑魚川（ざこがわ）の沢に沿った渓谷の道で、ここから北へ林道の中ほどにカヤノ平があり、樹齢250年といわれるブナの天然林が広がる。カヤノ平から展望が開けた尾根沿いの道路になり、野沢温泉スキー場のなかに出る。北部の野沢温泉や毛無山周辺は、野沢温泉スキー場ゲレンデの中を通過しており、視界が開けている。冬季閉鎖期間中、野沢温泉スキー場の中を通る道路の部分がスキー初心者用林間コースに変わり、積雪の量によってはスキー場の中に雪に埋もれている道路標識が出現することがある。

### 通過する自治体
- 長野県
  - 下高井郡山ノ内町 - 下高井郡木島平村 - 下水内郡栄村 - 下高井郡木島平村 - 下水内郡栄村 - 下高井郡野沢温泉村 - 下水内郡栄村

### 交差する道路
- 長野県道471号奥志賀公園線 - 下高井郡山ノ内町夜間瀬（起点）
- 長野県道408号箕作飯山線 - 下水内郡栄村大字堺字箕作（終点）

### 沿線
- 雑魚川
- 奥志賀高原スキー場
- 志賀高原奥志賀牧場
- カヤの平牧場
- 木島山
- 大次郎山
- 毛無山
- 水尾山
- 高倉山
- 常慶院